# Breżniew... ujrzałem śmierć na scenie
Breżniew... ujrzałem śmierć na scenie – trzecie DVD koncertowe zespołu Pidżama Porno. Jest to zapis koncertu w Atlas Arena Łódź w dniu 15 października 2011, gdzie zespół zagrał jako gwiazda na „Event Horizon Festival”.

## Utwory
1. „Nie wszystko co pozytywne jest legalne”
2. „Brudna forsa”
3. „Miejscy partyzanci”
4. „Taksówki w poprzek czasu”
5. „Gnijąca modelka w taksówce”
6. „Czas czas czas”
7. „News from Tienanmen”
8. „Tom Petty spotyka Debbie Harry”
9. „Kiedy praży się Paryż”
10. „Poznańskie dziewczęta”
11. „Hymn pokoju”
12. „28 (One Love)”
13. „Bułgarskie centrum”
14. „Bonton na ostrzu noża”
15. „Złodziej zapalniczek”
16. „Józef K.”
17. „Kotów kat ma oczy zielone”
18. „Grudniowy blues o Bukareszcie”
19. „Stąpając po niepewnym gruncie”
20. „Ezoteryczny Poznań”

Bisy
1. „Nikt tak pięknie nie mówił, że się boi miłości”
2. „Katarzyna ma katar”
3. „Do nieba wzięci”
4. „Droga na Brześć”
5. „Pasażer”

## Skład Zespołu
- Krzysztof „Grabaż” Grabowski – wokal
- Andrzej „Kozak” Kozakiewicz – gitara, głos
- Sławek „Dziadek” Mizerkiewicz – gitara, głos
- Rafał „Kuzyn” Piotrowiak – perkusja
- Julian „Julo” Piotrowiak – bas